# Maroua III
Maroua III (Maroua 3e) est une commune d’arrondissement de la communauté urbaine de Maroua, située dans le département du Diamaré, en région de l’Extrême-Nord au Cameroun.

## Histoire
Unité administrative du département du Diamaré, la commune d’arrondissement de Maroua III a pour chef-lieu Douggoi. Le nom de cette unité vient de la division de la commune urbaine de Maroua en trois communes d’arrondissements, notamment par le décret no 2007/117 du 24 avril 2007.

## Géographie
La commune d’arrondissement de Maroua III est subdivisée en deux parties : la zone rurale constituée de vingt (20) villages et la zone urbaine constituée de sept (07) grands quartiers (Founangue, Douggoi, Doursoungo, Louggeo, Sararé, Ouro lopé, Ourobikordi). Elle s’étend sur une superficie de 2 980 km2 et est limité au sud par la commune de Mindif, à l’ouest par la commune de Maroua I, à l’est par la commune de Bogo, au Nord par la commune de Maroua II.

### Climat
Dans cette unité administrative, Le climat est tropical du type sahélien. Il pleut en moyenne 700 millimètres de pluie chaque année[réf. nécessaire]. Les précipitations se concentrent entre le mois de juin et septembre. La saison des pluies dure 3 mois, période au cours de laquelle l’essentiel des travaux champêtres sont conduits pour la saison agricole. La saison sèche s’étale sur 9, voir 10 mois et la température varie entre 25 °C en saison fraîche, 30 °C en saison pluvieuse et culmine à 45 °C en période de fortes chaleurs. 
Les vents dominants dans la commune de Maroua III sont : La mousson, de direction Ouest-Est, qui souffle de mai à septembre et l’harmattan, vent chaud et sec, qui souffle du nord vers le sud à partir du mois d’octobre jusqu’à avril.

## Population
Selon le dernier recensement général de la population en 2005, la population de cette commune est estimée à environ 86 574 habitants dont 38 681 en zone urbaine et 47 893 en zone rurale, soit une densité de 29.05 habitants au km². La population de cette localité n’a cessé d’augmenter de manière exponentielle à la suite de la création de l’université de Maroua en 2009. Plusieurs ethnies cohabitent ensemble dans cette localité. On y trouve notamment les peuls, les kanouri, les guiziga, les massa, les mousgoum, les mofou et d'autres.

## Chefferies traditionnelles
La commune d’arrondissement de Maroua III compte neuf (09) chefferies traditionnelles de 3e degrés reconnus par le ministère de l’administration territoriale. Ces chefferies sont placées sous la tutelle du lamidat de Maroua, qui est structure traditionnelle de 1er degré. 
| Arrondissement | Groupements ou cantons           | N°  | Dénomination de la chefferie |
| -------------- | -------------------------------- | --- | ---------------------------- |
| Maroua 3e      | Lawanat de Kongola said          | 116 | Ndabala                      |
| Maroua 3e      | Lawanat de Kodek                 | 117 | Diguir-hodande               |
| Maroua 3e      | Lawanat de Kodek                 | 118 | Djarengol kodek              |
| Maroua 3e      | Lawanat de Kodek                 | 119 | Kodek guiziga                |
| Maroua 3e      | Lawanat de Kodek                 | 120 | Kodek siratare               |
| Maroua 3e      | Lawanat de Djoulgouf             | 121 | Merem djabire                |
| Maroua 3e      | Lawanat de Djoulgouf             | 122 | Siratawo                     |
| Maroua 3e      | Lawanat de Kongola djolao        | 123 | Manawatchi                   |
| Maroua 3e      | Lawanat de Kongola djolao        | 124 | Ouro dandi                   |
| Maroua 3e      | Lawanat de Kongola djolao        | 125 | Taneo                        |
| Maroua 3e      | Lawanat de Kongola djolao        | 126 | Yokola 1                     |
| Maroua 3e      | Lawanat de Balaza-lawane         | 127 | Agarda watchi                |
| Maroua 3e      | Lawanat de Balaza-lawane         | 128 | Domayo                       |
| Maroua 3e      | Lawanat de Balaza-lawane         | 129 | Ibba kaigama                 |
| Maroua 3e      | Lawanat de Balaza-lawane         | 130 | Ibba ouro astadjam           |
| Maroua 3e      | Lawanat de Balaza-lawane         | 131 | Ibba ouro dourma             |
| Maroua 3e      | Lawanat de Balaza-lawane         | 132 | Souwao                       |
| Maroua 3e      | Lawanat de Balaza-lawane         | 133 | Tchaloudi ansare             |
| Maroua 3e      | Lawanat de Balaza-lawane         | 134 | Tchaloudi bokire             |
| Maroua 3e      | Lawanat de Balaza-lawane         | 135 | Wouro galdima                |
| Maroua 3e      | Lawanat de Balaza alckali-alcali | 136 | Bakourehi                    |
| Maroua 3e      | Lawanat de Balaza alckali-alcali | 137 | Djedjebe 1                   |
| Maroua 3e      | Lawanat de Balaza alckali-alcali | 138 | Guinadji                     |
| Maroua 3e      | Lawanat de Balaza alckali        | 139 | Guinadji                     |
| Maroua 3e      | Lawanat de Balaza alckali        | 140 | Kalagari filingo 5           |
| Maroua 3e      | Lawanat de Balaza alckali        | 141 | Kalagari 4 (Djolao)          |
| Maroua 3e      | Lawanat de Balaza alckali        | 142 | Mayel guinadji 1             |
| Maroua 3e      | Lawanat de Balaza alckali        | 143 | Molkore                      |
| Maroua 3e      | Lawanat de Balaza alckali        | 144 | Ngaba 1                      |
| Maroua 3e      | Lawanat de Balaza alckali        | 145 | Ngaba 2                      |
| Maroua 3e      | Lawanat de Balaza alckali        | 146 | Ouro oumara                  |
| Maroua 3e      | Lawanat de Kongola djiddeo       | 147 | Ouro-kaou-manou              |
| Maroua 3e      | Lawanat de Kongola djiddeo       | 148 | Tchasdewo                    |

## Économie
L’agriculture, l’élevage et le commerce sont les trois principales activités économiques dans cette localité.

### Agriculture
L’agriculture occupe 60 % de la population active. Les céréales tels que le sorgho de saison sèche et de saison de pluie ainsi que le maïs sont les principales cultures rencontrées dans cette localité, représentant à cet effet 65 % de terre ensemencée. L’arachide, le niébé, et le sésame représente 15 % tandis que le coton 20 %. La liste des cultures dans cette localité n’est pas exhaustive, car les produits vivriers sont aussi cultivés, mais ils sont destinés à la consommation, parfois à la vente, permettant aux paysans de satisfaire à leurs besoins économiques. 

### Élevage
L’élevage des bovins, ovins, caprins et des volailles complètent les revenus agricoles des paysans dans cette localité. Selon les statistiques de la commune[Quand ?], les espèces bovines sont estimées à 5 000 têtes. Les petits ruminants se comptent à 9 472 têtes et la volaille à 8 000 têtes. Pendant la saison sèche, les zones inondables sont les lieux de pâturages des animaux.

### Commerce
Le commerce a toujours été un levier de développement des acteurs locaux dans cette commune. Il concerne près de 50 % de la population active. À cet effet, les locaux exercent plusieurs types de commerce comme la vente des produits tels que les tissus, les pièces de pagne, et les produits de consommation courante. D’une part, ces produits sont importés des pays étrangers et d’autre part, ils proviennent des villages les plus éloignés, notamment Ngaba et Kaoudjiga. La création de l'université de Maroua en 2009 a stimulé le développement des activités génératrices de revenus le long des routes dans les quartiers comme Dougoi notamment avec l’implantation des call-box, le transport (moto-taxi), les secrétariats bureautiques.

## Structures administratives
La commune d'arrondissement de Maroua III est dirigée par un maire.
| Période   | Nom et prénoms  |
| --------- | --------------- |
| 2020-2025 | Hamidou sadou   |
| 2013-2020 | Boubakari bello |

| Période        | Nom et prénoms      |
| -------------- | ------------------- |
| 2019           | Mme Elisabeth massa |
| avant (?) 2019 | Mme Aissatou        |

| Période   | N° | Nom et prénoms             |
| --------- | -- | -------------------------- |
| 2020      | A1 | Babarai amadou             |
| 2020      | A2 | Aliou mohamadou            |
| 2020      | A3 | Bouba kona                 |
| 2020      | A4 | Mme Hadidja hassan         |
| 2013—2019 | A1 | Hamidou hamadou            |
| 2013—2019 | A2 | Ousmanou                   |
| 2013—2019 | A3 | Boubakari likiby           |
| 2013—2019 | A4 | Mme Fadimatou Epouse gomna |